# John Rockwell Smith
John Rockwell Smith, (Lexington, 29 de dezembro de 1846 — Campinas, 9 de abril de 1918), foi um missionário estadunidense e pastor da Igreja Presbiteriana do Brasil, presidindo seu Supremo Concílio entre os anos 1915-1916 (na época Assembleia Geral).

## Missão e Ministério
Após a conclusão de sua graduação, o missionário foi enviado pela Igreja Presbiteriana dos Estados Unidos (hoje PCUS) ao Brasil, tendo chegado em 15 de janeiro de 1873, mais especificamente em Recife, no Pernambuco. Segundo o relato do Rev. Cláudio Henrique Albuquerque, no sítio virtual da Primeira Igreja Presbiteriana de Recife, "no Recife, o Rev. Smith fixou residência na Rua Imperial, 31, no lº andar. Um mês após sua chegada, Smith escreveu uma carta à Missão dando relatório do seu trabalho." O texto da carta segue abaixo:
A boa obra continua. Desde minha última carta, descobri um fato interessante. O trabalho aqui já se iniciara. Algumas semanas depois, uma carta do irmão Lane me informou de um colportor da Sociedade Bíblica Britânica nesta cidade [...]. É um senhor de idade; seu nome é Manoel José da Silva Viana. É um português que viveu no Rio de Janeiro durante quase 20 anos, e é Diácono, ali, na Igreja do Dr. Kalley. O Sr. Viana visitou esta cidade três vezes. A primeira, em 1869, quando ficou seis meses e não alcançou qualquer resultado. A segunda visita durou nove meses e, nessa ocasião, reuniu de 10 a 20 pessoas à sua volta. Voltou agora, pela terceira vez, chegando aqui em novembro último, e trouxe sua família consigo, pretendendo ficar. Reuniu um pequeno grupo de aproximadamente trinta pessoas...
Ressalte-se que o Sr. Manoel José da Silva Viana muito cooperou com o surgimento da Igreja Evangélica Congregacional Pernambucana. Porém o fato é que o Evangelho já tinha iniciado sua apresentação em território pernambucano. Ocorre que Smith, poucos meses após sua chegada, ainda em 1873, em virtude da oposição católica (vaias, insultos e ameaças), encontrou-se com o presidente de Pernambuco no Palácio do Campo das Princesas, o Barão Henrique Pereira de Lucena, a fim de obter autorização para pregar. Conseguiu a autorização, porém para pregar "em caráter particular, dentro de uma casa residencial e não em templo. Ele poderia ensinar inglês, vender ou distribuir Bíblias e livros religiosos segundo o regulamento do Conselho de Instrução Pública, observando as leis do Império."
Sua primeira pregação foi em 10 de agosto de 1873, contando com a presença de 14 pessoas, sendo 10 adultos, 3 impúberes e o também missionário Rev. John Boyle. Ainda segundo o Rev. Cláudio H. Albuquerque, "o local da reunião foi uma casa situada no bairro de Santo Antônio, nas imediações da Rua Nova. Desde então, Smith passou a pregar nas manhãs dos domingos e fazia visitas durante a semana e aprendia português com um jovem professor. Em setembro, Smith passou a pregar também nas quintas-feiras já com um português melhor e mais compreensível." À Missão que o enviara, Smith testemunhou:
Escreveu uma longa carta à Missão, dizendo: Pude pregar todas as manhãs de domingo e também me comprometi, [...] com outro culto nas noites de quinta-feira. Nestes cultos, leio uma passagem da Escritura e faço alguns comentários [...]. Estou lendo a Epístola aos Romanos, agora, com o intuito de chamar a atenção para dois fatos: o do pecado e o da justificação pela fé e pela graça, com suas consequências. O número de presentes não tem sido tão bom ultimamente como no início. A frequência é geralmente 12 ou 13 pessoas, homens na maioria vindos do rebanho do Sr. Viana. A maioria não vem com regularidade. Mas devido ao fato de alguns terem vindo muitas vezes, espero que se tornem ouvintes do Evangelho com disposição; e que sendo visitados em suas casas possam, pela bênção de Deus, ser induzidos a se tornarem frequentadores do culto. Dr. Kalley, do Rio de Janeiro, esteve na cidade durante o mês que passou. Batizou, no dia 19, 12 pessoas do pequeno rebanho recolhido pelo Sr. Viana.
Em 11 de abril de 1878, o Governo de Pernambuco o reconhece como ministro evangélico:

EDITAL
4ª Secção – Secretaria da Presidência de Pernambuco, 6 de abril de 1878.
Por esta Secretaria, se faz público, de conformidade com o Aviso do Ministério dos Negócios do Império, de 10 de fevereiro de 1864, que, nos termos dos Artigos 52 e 58 do Decreto nº 3.068, de 17 de abril e Aviso Circular nº 483, de 10 de outubro de 1863, foi registrado hoje nesta Repartição o título de Ministro da Religião Evangélica, conferido ao Reverendo John Rockwell Smith.
O Secretário Interino

Francisco Amynthas de Carvalho Moura.

## Primeira Igreja Presbiteriana de Recife
Smith tornou-se um respeitado professor de inglês, no entanto, tanto ele, quanto o rebanho que com ele congregava, não cessavam de receber insultos e ameaças, tais quais: "Vamos apedrejá-los!, vamos jogá-los no rio para irem nadando até o Palácio e se queixarem ao Presidente da Província. Esse americano barbudo precisa aprender a respeitar!" Somente após cinco anos de peleja, com 12 convertidos, Smith organiza a Primeira Igreja Presbiteriana de Recife, aos 11 de agosto de 1878, que contou com a presença do Rev. Alexander Latimer Blackford. Na ocasião, foram os membros fundadores:
1. Francisco Joaquim Pereira Pinto;
2. Joaquim da Costa Wanderley;
3. José Inácio de Araújo Pereira;
4. Emile Fiaux;
5. Belmiro de Araújo César (que, posteriormente, veio a ser pastor);
6. João Batista de Lima (que, posteriormente, veio a ser pastor);
7. Christiano Eugênio Peixoto;
8. José Francisco Primênio da Silva (que, posteriormente, veio a ser pastor);
9. Amélia Rufino da Silva Pontes;
10. Francisca Alves de Albuquerque;
11. Domerinda Pereira de Araújo; e
12. Irinéia Maria dos Prazeres.

No momento da organização, o Rev. Smith assim discursou:
Meus irmãos, a assembléia aqui reunida acaba de aprovar a fundação, por unanimidade, da IGREJA PRESBITERIANA DE PERNAMBUCO, sob a bênção de Deus, nosso Pai e Criador. Esta data será lembrada através dos anos que virão, pois esta igreja que agora nasce, nesse clima de tensão e de restrições à divulgação da Palavra, tem uma missão a cumprir na história do evangelismo deste país. Olhando para o futuro, vejo que daqui sairão os homens que, pela Graça de Deus, levarão o Evangelho aos confins deste Estado e do País e até a outras partes do mundo! Declaro fundada a IGREJA PRESBITERIANA DE PERNAMBUCO.
Belmiro de Araújo César, por sua vez, disse:
Meus irmãos! Um com Deus é a maioria. E nós somos 13! O Senhor há de nos guiar, de nos proteger, de nos guardar. Proponho que elejamos por aclamação nosso primeiro Pastor, o Rev. JOHN ROCKWELL SMITH, que há cinco anos vem realizando este extraordinário trabalho em nossa cidade.
Ali, foram eleitos o Pastor Titular (Smith), dois presbíteros e dois diáconos, além de um plano de disseminação do Evangelho, que seria pregado em três pontos: na Travessa do Príncipe, na Rua Imperial e em Areias.

## Casamento e Atuação no Nordeste
Após anos de intenso labor, muitas vezes solitário, Smith retirou-se, em 1881, ao Sul do Brasil, a fim de uma visita, tendo seu trabalho sido confiado aos missionários estadunidenses Rev. De Lacey Wardlaw e sua esposa, a Sra. Mary Hoge Wardlaw. Durante aquela visita, Smith conheceu aquela que, não muito tempo depois, veio a ser sua esposa, a Sra. Susan Carolina Porter (posteriormente Susan Carolina Porter Smith), filha de James D. Porter e Susan Meggs Porter, com a qual retorna a Recife. Os Wardlaw, em 1882, foram transferidos para Fortaleza, de modo que o Rev. Smith atuou sozinho até a vinda do Rev. George William Butler em 1883, oportunidade em que pôde tirar suas primeiras férias em 11 anos de árduo trabalho, nos Estados Unidos. Quando de lá retornou Smith e sua família, trouxa consigo o Rev. Joseph Henry Gauss, juntamente com a esposa deste. Em 1884, seu cunhado, William Calvin Porter, que viria a ajudá-lo no trabalho.
Em 19 de julho de 1887, juntamente com sua esposa e filhos, desembarca em Maceió, Alagoas, para partir ao município de Pão de Açúcar. Aos 18 de agosto do mesmo ano, procedeu com a organização da Igreja, tendo Smith pregado em Mateus, capítulo 28, versículo 18. Juntamente com o Rev. José Francisco Primênio da Silva, que também fazia parte da comissão, batizou 16 adultos e 13 menores, além de  3 adultos e 3 menores na noite seguinte. Assim fora organizada a Igreja Presbiteriana de Pão de Açúcar, com 35 membros. Smith permaneceu em Recife até 1892, mas deixando um valioso legado na região: cinco igrejas no Nordeste, o jornal "Salvação de Graça" e o Presbitério de Pernambuco (que fora organizado aos 17 de agosto de 1888).

## Atuação no Sudeste Brasileiro e últimos dias
O Seminário Presbiteriano do Sul fora fundado em 8 de setembro de 1888 (na organização do Sínodo da Igreja Presbiteriana do Brasil, em setembro de 1888, Smith fora relator da comissão que sugeriu a criação do referido seminário, apoiado por um dos poucos missionários da Igreja do Norte, o Rev. John Merrill Kyle) e estava localizado em Nova Friburgo (deveria ser instalado em Campinas, mas, por conta do surto de febre amarela, precisou ficar em Nova Friburgo). Para tanto, Smith e Blackford foram eleitos para serem professores do Seminário, mas Blackford veio a falecer em 1890. Smith concluiu seu Doutorado em Divindade em 1891 e mudou-se para o Sudeste, mais especificamente em Nova Friburgo, em 1892. O Seminário passou a funcionar somente em 15 de novembro de 1892, do qual foi o primeiro reitor. Foram também professores, além de Smith, o já citado rev. Kyle e João Gaspar Meyer, ministro luterano. Alguns dos que compunham sua diretoria, também compunham a diretoria do Colégio Protestante de São Paulo, "como Chamberlain e Carvalhosa."
Smith era membro da Presbiteriana do Sul dos Estados Unidos (hoje Igreja Presbiteriana nos Estados Unidos), enquanto Blackford pertencia à Presbiteriana do Norte dos Estados Unidos (hoje Igreja Presbiteriana (EUA)). Boa parte dos missionários da Igreja do Sul (PCUS) fixaram-se nas Regiões Norte e Nordeste do Brasil, enquanto que, de semelhante modo, uma boa parte dos missionários da Igreja do Norte (PCUSA) fixaram-se nas Regiões Sudeste e Sul do Brasil.
O Seminário finalmente foi transferido para Campinas em 1895, o que fez com que o Rev. Smith mudasse novamente. Smith passou, então, a colaborar com a Igreja Presbiteriana de Campinas. Em 1897, no Sínodo, Smith apresenta o que ficou conhecido como "Moção Smith", ipsis literis:
Considerando a grande necessidade de evangelização em todo o território do nosso Sínodo e os muitos campos abertos que não podemos suprir com os meios de graça;

Considerando as quantias avultadas despendidas nos grandes colégios, internatos etc., como meios de propaganda;
Considerando o quase completo malogro de tais instituições, entre nós, quer como meio de propagação da fé, quer como preparação de um ministério evangélico;
Considerando as contendas e amarguras que têm sempre resultado de tais institutos, tirando-nos às vezes o franco apoio e simpatia dos nossos irmãos na América do Norte;

Nós, do Sínodo do Brasil, respeitosamente, recomendamos e rogamos às Assembleias das nossas Igrejas-Mães que o auxílio que quiserem prestar-nos seja no sentido de ajudar-nos no grande trabalho de evangelização pelos métodos mais diretos, incluindo o trabalho da educação e preparação de um ministério conforme os planos do Sínodo, e no sustento de escolas paroquiais para os filhos dos crentes.
Da Igreja do Norte do EUA, somente o Rev. Kyle apoiou a Moção, que contou com grande apoio de ministros nacionais e da Igreja do Sul do EUA.
Em 1903, a Igreja Presbiteriana do Brasil viu-se diante da sua maior crise. Em razão da posição presbiteriana acerca da Maçonaria (a IPB só passou a não aceitar membros que estivessem envolvidos com a Maçonaria em 2010) e de não-interferência de missionários estadunidenses, surge a Igreja Presbiteriana Independente do Brasil. Desta forma, Smith passou a congregar na Igreja Presbiteriana Unida de São Paulo naquele mesmo ano, na qual sua esposa foi presidente da Sociedade Auxiliadora Feminina local entre 1903 e 1905 (ano em que comprou-se o terreno na Rua Helvétia, onde localiza-se o atual templo). Smith foi Presidente Supremo Concílio da Igreja Presbiteriana do Brasil (Assembleia Geral, à época) entre os anos 1915-1916.
O Rev. Smith morreu em 9 de abril de 1918, tendo formado mais de cinquenta ministros, dos quais, dentre seus últimos alunos, estava Guilherme Kerr. Seu túmulo encontra-se no Cemitério da Saudade, em Campinas, com os dizeres Pelejaram a boa peleja, guardaram a fé. Quem nos separará do amor de Cristo?. No mesmo túmulo, em 17 de novembro de 1921, também passou a repousar sua esposa, data do falecimento desta. Rev. John e D. Susan Smith tiveram 4 filhos e 2 filhas. Dentre estes, tornaram-se pastores James Porter, Robert Benjamin e William Kyle e tornou-se médico Rockwell Emerson. Seis de seus netos seguiram o caminho do Ministério da Palavra.